# 荒川邦蔵
荒川 邦蔵（あらかわ くにぞう、嘉永5年4月18日（1852年6月5日） - 明治36年（1903年）10月11日）は、明治時代の官僚、政治家。内務省などで務め、福井県知事も務めた。

## 来歴・人物
長州藩領の長門国大津郡向津具村（現・山口県長門市）出身。諸官を経て、1892年11月16日に牧野伸顕の後をついで、内務省衛生局長から福井県知事に任ぜられた。荒川は県知事として、濃尾地震の被害による道路などの修復に県から全額支出させた。また、県内の女子の就学を奨励した。1897年4月6日まで務めた。
1898年、内務省県治局長に任ぜられるがまもなく辞任。その後帝国党の組織に尽力した。1903年10月11日に病死し、同日に位を一級進めて正四位に叙される。

## 栄典
位階
- 1891年（明治24年）12月10日 - 従五位[5]
- 1897年（明治30年）5月31日 - 従四位[6]
- 1903年（明治36年）10月11日 - 正四位

勲章等
- 1892年（明治25年）6月29日 - 勲五等瑞宝章[7]
- 1894年（明治27年）12月26日 - 勲四等瑞宝章[8]

## 著書
- 1877年5月 『万国公法』（訳書、オーガスト・ウィルヘルム・ヘフター・原著）
- 1879年7月 『類聚孛国警察法』（寺田祐之・共訳）
- 1880年7月 『孛国地方行政法類集』（訳書）
- 1882年7月 『国理論』（訳書、ローレンツ・フォン・シュタイン・原著）
- 1882年 『孛漏生国法論』（木下周一・共訳、ヘルマン・シュルツェ＝デーリチュ・原著）
- 1883年5月 『独逸学ノ利害及国家ニ対スルノ得失』（ヘルマン・ロエスレル・述）
- 1884年5月 『孛国地方自治一班. 第1,2』
- 1886年5月 『孛国地方制度一斑』（訳書、カール・フライヘル・フォン・シュテンゲル・原著）
- 1888年5月 『孛国地方制度一斑』（編）